# Gastrancistrus picipes
Gastrancistrus picipes är en stekelart som först beskrevs av Christian Gottfried Daniel Nees von Esenbeck 1834.  Gastrancistrus picipes ingår i släktet Gastrancistrus och familjen puppglanssteklar. Arten är reproducerande i Sverige. Inga underarter finns listade i Catalogue of Life.